# U–537
Az U–537 tengeralattjárót a német haditengerészet rendelte a hamburgi Deutsche Werft AG-től 1941. április 10-én. A hajót 1943. január 27-én állították szolgálatba. Három harci küldetése volt, hajót nem süllyesztett el. A déli tengerekre vezényelt Monszun csoport egyik egysége volt.

## Pályafutása
Az U–537 Peter Schrewe kapitány irányításával futott ki első járőrútjára Kielből 1943. szeptember 18-án. A tengeralattjáró Új-Fundlandtól keletre vadászott, de nem sikerült elsüllyesztenie egy hajót sem. Október 31-én egy kanadai Lockheed Hudson repülőgép nyolc rakétát lőtt ki a búvárhajóra, de azok célt tévesztettek. November 10-én egy PBY Catalina négy mélységi bombával támadta sikertelenül. Másnap megismétlődött az akció, amely csak apró károkat okozott.
Második útjára, a Monszun csoport tagjaként, 1944. március 25-én indult Lorient-ból. Úti célját, Batáviát 131 nap hajózás után, 1944. augusztus 2-án érte el. 1944. november 9-én Surabayából indult utolsó küldetésére, kelet felé. Másnap a Jáva-tengeren az amerikai USS Flounder tengeralattjáró megtorpedózta. A teljes legénység, 58 ember odaveszett.

## Kapitány
| Név           | Kezdőnap         | Zárónap           |
| ------------- | ---------------- | ----------------- |
| Peter Schrewe | 1943. január 27. | 1944. november 9. |

## Őrjáratok
| Indulás  | Indulónap            | Érkezés | Zárónap            |
| -------- | -------------------- | ------- | ------------------ |
| Kiel     | 1943. szeptember 18. | Lorient | 1943. december 8.  |
| Lorient  | 1944. március 25.    | Batávia | 1944. augusztus 2. |
| Surabaya | 1944. november 9.    | *       | 1944. november 10. |

* A tengeralattjáró nem érte el úti célját, elsüllyesztették